# Trent Merrin

a Compétitions nationales et continentales officielles uniquement.

b Matchs officiels uniquement.
Trent Merrin, né le 7 octobre 1989 à Sydney (Australie), est un joueur de rugby à XIII australien évoluant au poste de pilier, de deuxième ligne ou troisième ligne. Il fait ses débuts en National Rugby League avec les Dragons de St. George Illawarra lors de la saison 2009, y devenant titulaire lors de la saison 2010, il rejoint en 2016 les Panthers de Penrith. Il prend part également aux State of Origin avec la Nouvelle-Galles du Sud depuis 2011 ainsi qu'au City vs Country Origin. Enfin, il est également appelé en sélection australienne

## Palmarès

### En club
- Collectif :
  - Vainqueur du Tournoi des Quatre Nations : 2016 (Australie).
  - Vainqueur du World Club Challenge : 2011 (St. George Illawarra).
  - Vainqueur de la National Rugby League : 2010 (St. George Illawarra).

## Statistiques
| Saison | Club                         | Compétition           | Matchs | Points | Essais | Goals | Drops |
| ------ | ---------------------------- | --------------------- | ------ | ------ | ------ | ----- | ----- |
| 2009   | St. George Illawarra Dragons | National Rugby League | 3      | -      | -      | -     | -     |
| 2010   | St. George Illawarra Dragons | National Rugby League | 23     | 12     | 3      | -     | -     |
| 2011   | St. George Illawarra Dragons | National Rugby League | 25     | 8      | 2      | -     | -     |
| 2012   | St. George Illawarra Dragons | National Rugby League | 23     | 8      | 2      | -     | -     |
| 2013   | St. George Illawarra Dragons | National Rugby League | 18     | 8      | 2      | -     | -     |
| 2014   | St. George Illawarra Dragons | National Rugby League | 21     | 8      | 2      | -     | -     |
| 2015   | St. George Illawarra Dragons | National Rugby League | 20     | 4      | 1      | -     | -     |
| 2016   | Penrith Panthers             | National Rugby League | 25     | 20     | 5      | -     | -     |